# Otto Borngräber

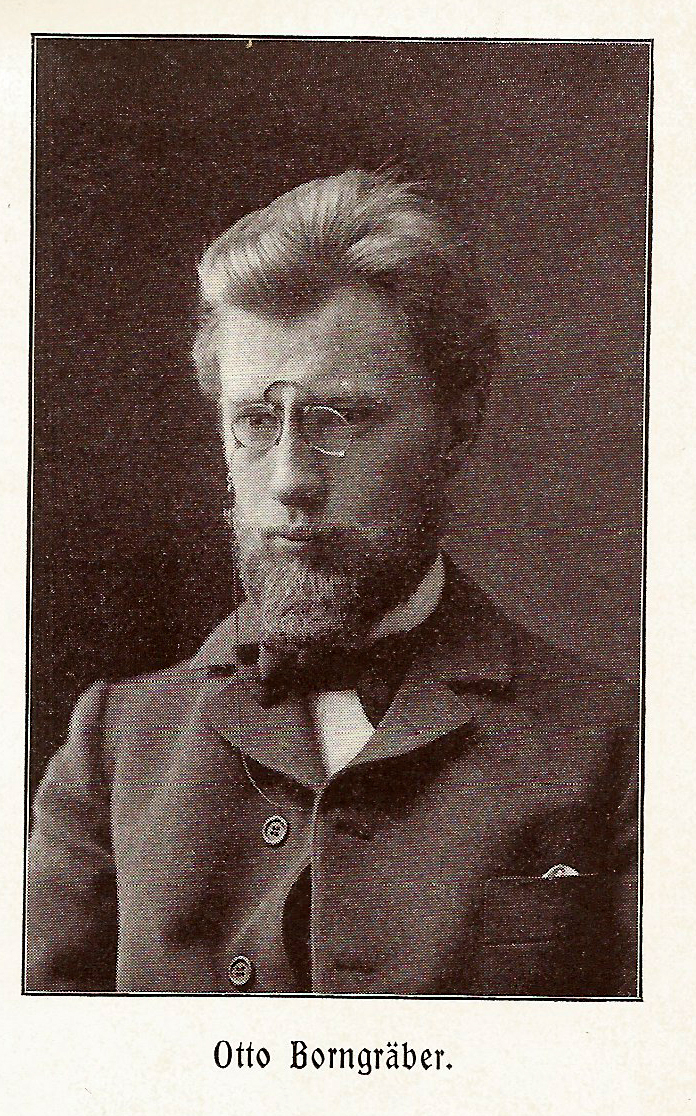
Otto Borngräber

Otto Borngräber (* 19. November 1874 in Stendal; † 19. Oktober 1916 in Lugano) war ein deutscher Schriftsteller.

## Leben
Otto Borngräber wurde am 19. November 1874 in Stendal in der Altmark geboren. Seine Eltern waren der Volksschullehrer Wilhelm und Flora Borngräber. Nach dem Abitur begann er im Sommer 1896 in Tübingen Theologie und Philosophie zu studieren. 1898 studierte er für kurze Zeit an der Universität Halle, setzte aber noch im selben Jahr sein Studium in Marburg fort. Zwei Jahre später kehrte er an die Universität Halle zurück.
1908 promovierte Borngräber. Seine Dissertation behandelte „das Erwachen der philosophischen Spekulation der Reformationszeit“. Im selben Jahr war er kurze Zeit als Dramaturg beim Neuen Theater Berlin tätig. Am 10. Juli 1911 heiratete Borngräber die Schriftstellerin Gertrud von Schlieben, die unter dem Pseudonym „Gerda von Robertus“ bekannt war. Nach zwei Jahren wurde die Ehe geschieden. Sein Drama Die ersten Menschen wurde 1912 in Bayern verboten. Seit dieser Zeit befreundete er sich näher mit den Siedlern vom Monte Verità bei Ascona, insbesondere mit dem Tanzdichter Rudolf von Laban.
Borngräber war Mitglied im Deutschen Monistenbund. Als dort 1915 vereinzelt nationalistische Tendenzen aufflackerten, hielt er sich mit seiner Kritik nicht zurück und verfasste einen Friedensappell an die Völker sowie ein Weltfriedensdrama.
Otto Borngräber starb in seinem 42. Lebensjahr am 19. Oktober 1916 in Lugano.

## Werke

### Bühnenwerke
- Das neue Jahrhundert. (Giordano Bruno) Eine Tragödie. Mit einem Vorwort von Ernst Haeckel. Strauß, Bonn 1900. (Digitalisat der 2. Aufl. 1901)
- König Friedwahn. Germanisches Trauerspiel in fünf Aufzügen. Schwetschke, Berlin 1905.
- Die heiligen zehn Gebote des Freien. Der heilige Glaube des Freien. Das heilige Gebet des Freien. Moses oder die Geburt Gottes. Tragödie. Verlag Neues Leben, Rom/Berlin 1907.
- Die ersten Menschen. Erotisches Mysterium in zwei Akten. Marquardt, Berlin 1908.
- Althäa und ihr Kind. Die Tragödie der Reinheit. Ein Vorspiel und vier Akte in einem Aufzuge. Borngräber, Berlin 1912.
- Die andere Nacht. Mysterium der Liebe. Borngräber, Berlin 1910.
- Weltfriedensdrama. Ein Weihespiel. Borngräber, Berlin 1916.

### Philosophische Schriften
- Gottfreies Christentum. 1903.[1]
- Das Erwachen der philosophischen Spekulation der Reformationszeit in ihrem stufenweisen Fortschreiten beleuchtet an Schwenkfeld, Thamer, Sebastian Franck von Wörd. Gärtner, Schwarzenberg 1908.
- Gottfreies Menschentum. Die Fortsetzung der alten, die Vollendung einer neuen Reformation. Neues Leben, Berlin 1909.
- (Mit Georg Brandes): Friedens-Appell an die Völker. Stockholm 1916.

### Lyrik
- In Wald und Welle und Heide. Ebering, Berlin 1900.
- Neue Gedichte. 1903.[2]
- Die Hymnen an die Größe und das tiefe Leid. 1915.[3]

## Rezeption
Auf dem Monte Verità wurde 1917 ein dreiteiliges Tanzdrama unter dem Titel Sang an die Sonne nach einem Text von Otto Borngräber aufgeführt. Masken und Kostüme gestaltete Marcel Janco. Borngräber beteiligte sich auch an dem Aufruf zum "Vegetarisch-sozialen Kongress", der im April 1916 auf dem "Wahrheitsberg" stattfand. Geleitet wurde diese Tagung – die als Demonstration für den Frieden und gegen den Kapitalismus gedacht war – von dem Tolstoifreund Paul Birukoff. Borngräbers Drama Die ersten Menschen lebt weiter in der gleichnamigen Oper von Rudi Stephan (1920), die bis heute aufgeführt wird.